# Barragem do Alto Lindoso
A barragem do Alto Lindoso situa-se no rio Lima, entre as freguesias de Lindoso e Soajo (municípios de Ponte da Barca e Arcos de Valdevez respetivamente), dentro do Parque Nacional da Peneda-Gerês. A barragem foi projetada em 1983 e concluída em 1992. A sua utilidade é a produção de energia elétrica, sendo o maior e mais potente produtor hidroelétrico em Portugal. É uma das mais altas construções de Portugal.

## Outras características da barragem
- Comprimento do coroamento	298 m
- Fundação de Granito
- Volume de betão igual a 308,5 x 1000 m³

### Características hidrológicas
- Área da Bacia Hidrográfica	1 511 km²
- Precipitação média anual	2 520 mm
- Caudal integral médio anual	1329200 x 1000 m³
- Caudal de cheia	3 500 m³/s
- Período de retorno	1 000 anos

### Características albufeira
- Área inundada ao NPA	1 050 x 1 000m2 ge
- Volume morto	2 100 x 1 000m3
- Nível de máxima cheia (NMC)	339 m
- Nível mínimo de exploração (Nme)	280 m

### Descarregador de cheias
- Localização	                 Margem direita
- Tipo de controlo	         Controlado
- Tipo de descarregador	         Poço inclinado
- Desenvolvimento da soleira	 35,7 m
- Comportas	                 6 comportas segmento
- Caudal máximo descarregamento   2760 m³/s
- Dissipação de energia	         Trampolim

### Descarga de fundo
- Tipo	:                Através da barragem
- Secção da conduta	:2 x 2,7 m
- Caudal máximo	:        400 m³/s
- Controlo a montante	:Sim
- Controlo a jusante	:Sim
- Dissipação de energia	:Jacto oco

### Central hidroeléctrica
- Tipo de central	:         Subterrânea
- Nº de grupos instalados	: 2
- Tipo de grupos	:                 Francis
- Potência total Instalada	: 630 MW
- Energia produzida em ano médio	: 948 GWh

## Curiosidades
- As duas turbinas debitam 250 m³/s.

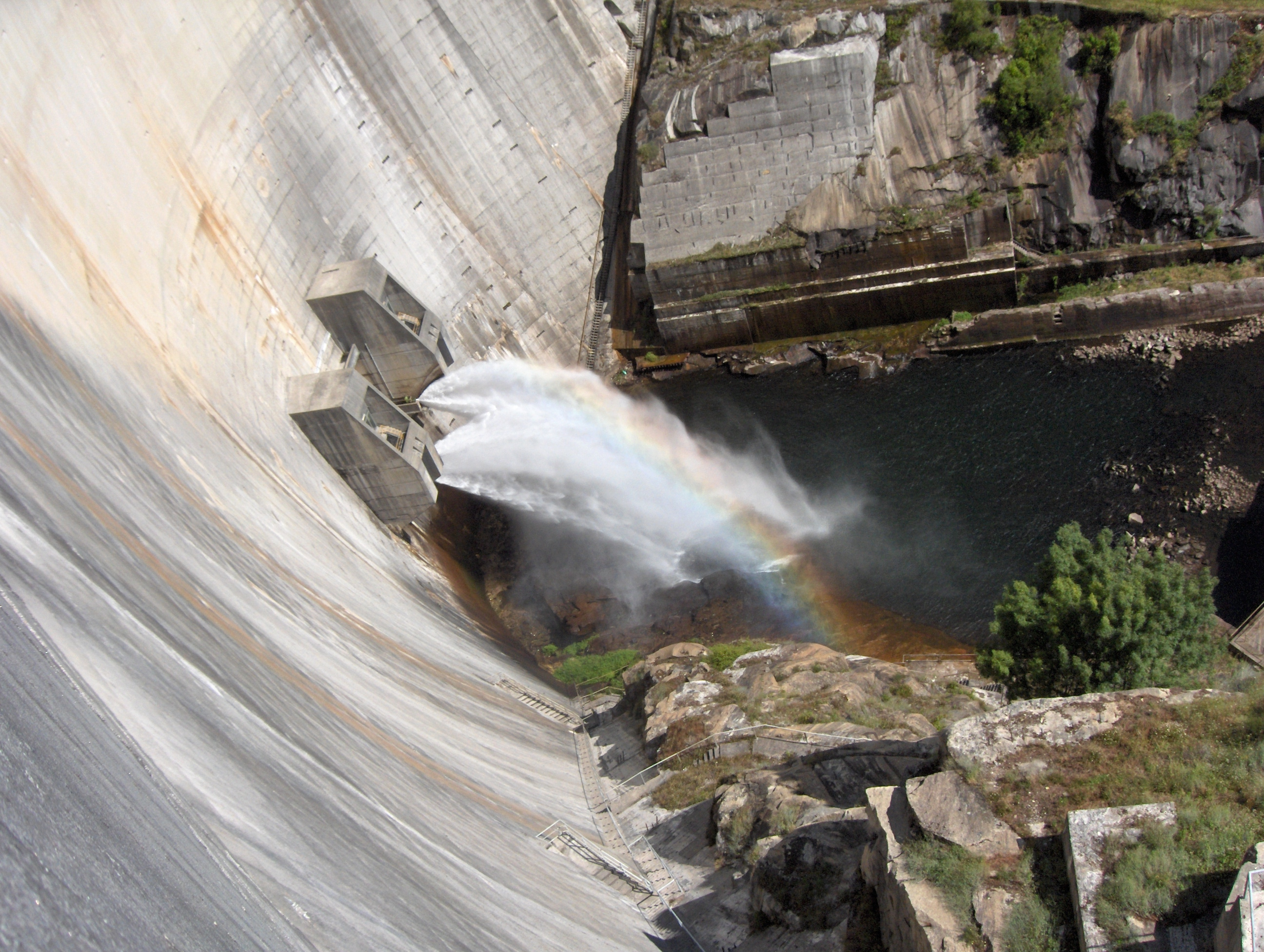
descarregamento ecológico.

- Os túneis de alimentação das turbinas possuem 8,3m diâmetro.
- A produção média anual de 948 GWh supera cerca 248 GWh em relação à totalidade das barragens do rio Zêzere.
- 1 200 000 m³ de escavações
- 650 000 m³ de betão
- 3 000 t de aço
- Custou 74 milhões de contos (1990) [aproximadamente 369 milhões de euros]
- O edifício de comandos da subestação de 18/400 kV liga à central por um elevador com 350m de altura, o maior da Europa.
- O elevador é o mais rápido da Europa e segundo do mundo, superado apenas pelo do CN Tower em Toronto, Canada.
- A barragem foi construída no antigo encouramento que alimentava a antiga Central de Lindoso (1922), esta foi a primeira grande central hidroélectrica do País, e ainda continua em funcionamento.
- O ponto mais baixo das turbinas está ao nível do mar.